# Arcipelago di Mergui
L'arcipelago di Mergui (anche detto arcipelago di Myeik) si estende sul mare delle Andamane al largo della costa ovest della penisola malese nel sud della Birmania (Myanmar). Consiste in più di 800 isole, che variano in grandezza da quelle molto piccole ad altre estese per diverse centinaia di chilometri quadrati.

## Turismo
L'area fu aperta ai turisti stranieri solo nel 1997, dopo negoziati fra la Birmania e i tour operator di immersioni subacquee di Phuket, in Thailandia, vista la ricchezza della fauna marina presente.
È ora possibile effettuare escursioni giornaliere durante le crociere per le immersioni offerte da agenzie di Phuket e Ranong.
La stagione migliore per tali immersioni va da dicembre ad aprile.
L'isolamento dell'arcipelago è tale che gran parte delle isole non è ancora stata esplorata.
Nell'ambito dello sviluppo del turismo il governo birmano ha dato in concessione l'isola Thathai Kyun, che è vicino a Ranong, all'Andaman club, una società thailandese che vi ha costruito sopra un casinò e un campo da golf.

## Popolazione
L'arcipelago è abitato principalmente dai moken, detti anche "zingari di mare" a causa dei loro continui spostamenti da un'isola all'altra attraverso lunghe e strette barche dette kabang. Di solito passano la maggior parte del tempo in mare e si fermano nelle loro abitazioni sulle isole solo durante i mesi del monsone. La principale occupazione è la pesca, ma sono anche dediti alla caccia e alla raccolta di frutti di mare. Lo sfruttamento e le restrizioni imposte all'etnia da parte del governo birmano hanno contribuito al calo demografico della popolazione, una parte della quale si è trasferita nelle isole o lungo le coste della Thailandia.